# 디트마어 쇤헤어

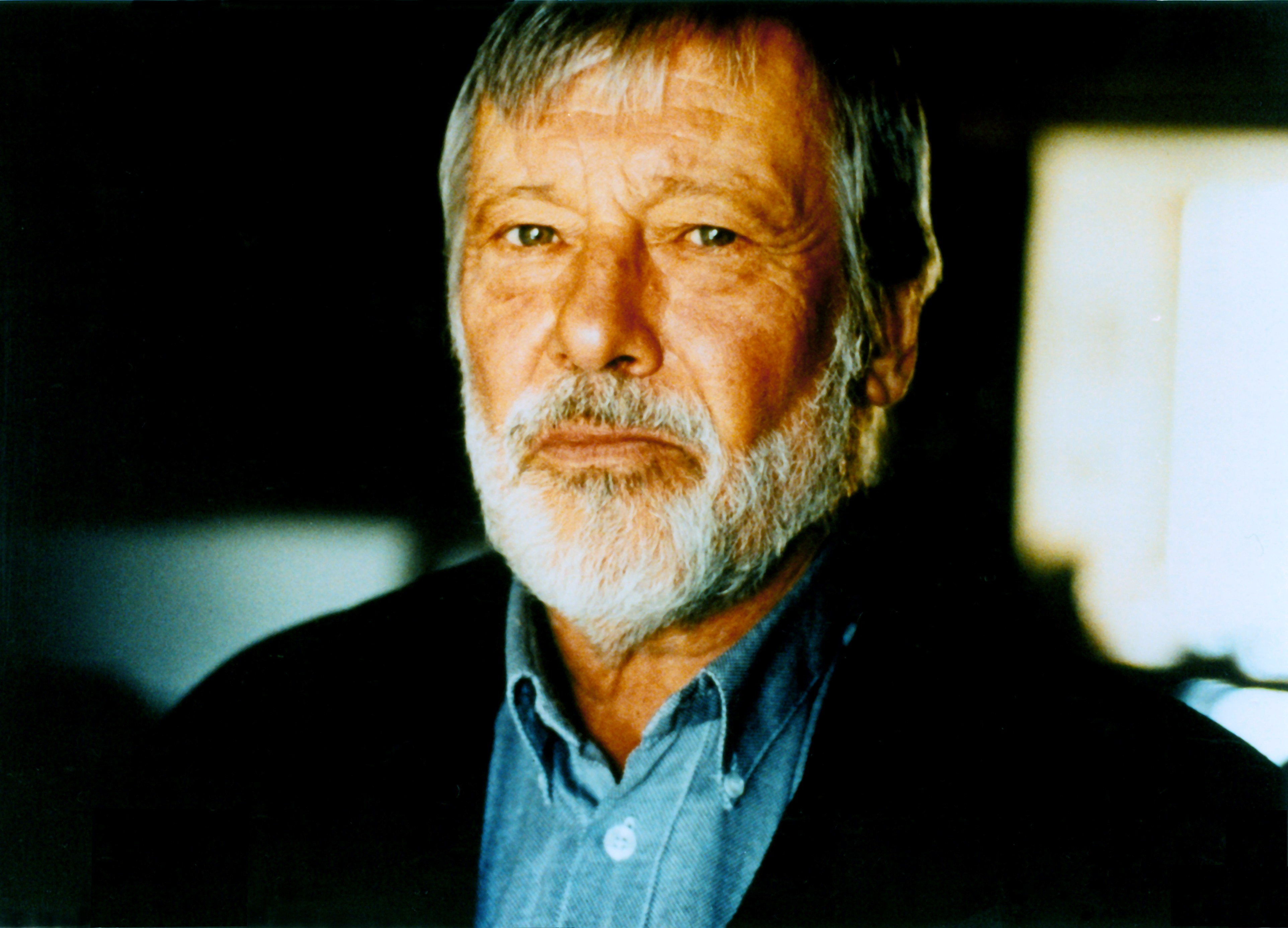

디트마어 쇤헤어(독일어: Dietmar Schönherr, 1926년 5월 17일 ~ 2014년 7월 18일)는 오스트리아의 배우이다.
인스브루크에서 태어났으며 이비사에서 사망하였다. 사인은 질병이다.

## 영화
- 트라비에게 갈채를 2 (1992년)
- 살인자 (1991년)
- 희망의 여행 (1990년)
- 어 송 포 유럽 (1985년)
- 스키 피버 (1966년)
- 지상 최대의 작전 (1962년)